# Notommata cyrtopus
Notommata cyrtopus är en hjuldjursart som beskrevs av Gosse 1886. Notommata cyrtopus ingår i släktet Notommata och familjen Notommatidae. Arten är reproducerande i Sverige.

## Underarter
Arten delas in i följande underarter:
- N. c. cyrtopus
- N. c. paracyrtopus